# Ecgric
Ecgric (†ca.635) was koning van East Anglia samen met zijn (stief)broer Sigeberht.

## Context
De voornaamste bron over het leven van Ecgric is de Historia ecclesiastica gentis Anglorum van de heilige Beda. In tegenstelling met zijn (stief)broer Sigeberht schreef Beda met veel lof over Sigeberht, omdat hij belangrijk was voor de verspreiding van het christelijk geloof in East Anglia.
Na de moord op zijn bloedverwant Eorpwald in 627, vluchtte de familie naar Gallië. Eenmaal het stof gaan liggen keerde de familie onder de begeleiding van bisschop Felix van Bourgondië terug naar East Anglia. Regeren was blijkbaar niet iets voor Sigeberht en rond 634 trok hij zich terug in een klooster en liet de leiding over aan  Ecgric.
In 635 viel koning Penda van Mercia het land binnen. Sigeberht werd uit zijn klooster gehaald om mee te vechten. Sigeberht en Ecgric sneuvelden beiden tijdens de veldslag. 